# Thereva fucatoides
Thereva fucatoides är en tvåvingeart som beskrevs av Stanley Willard Bromley 1937. Thereva fucatoides ingår i släktet Thereva och familjen stilettflugor.
Artens utbredningsområde är Utah. Inga underarter finns listade i Catalogue of Life.